# Csho Jongdzsung
Csho Jongdzsung (hangul: 조영증, handzsa: 趙榮增, RR: Cho Young-jeung; 1954. augusztus 18. –) dél-koreai válogatott labdarúgó.

## Pályafutása

### Klubcsapatban
1977-ben a Korea First Bank csapatában játszott. 1978 és 1979 között sorkatonai szolgálatát teljesítette és ezalatt a hadsereg csapatában szerepelt. 1980-ban visszatért a Korea First Bank együtteséhez. 1981-ben az Egyesült Államokba szerződött a Portland Timbershez, ahol nagypályán és teremben is pályára lépett. 1982 és 1983 között a Chicago Sting játékosa volt. 1984-től 1987-ig a Lucky-Goldstar Hwangsóban szerepelt.  

### A válogatottban
1975 és 1986 között 113 alkalommal játszott a dél-koreai válogatottban és 1 gólt szerzett. Részt vett az 1980-as és az 1984-es Ázsia-kupán, illetve az 1986-os világbajnokságon, ahol a Bulgária és az Olaszország elleni csoportmérkőzésen kezdőként lépett pályára.

## Sikerei, díjai
Dél-Korea
- Ázsia-kupa döntős (1): 1980